# Fossil (Spiel)
Fossil ist ein Familienspiel von Spieleautor Klaus Palesch. Das Spiel für zwei bis sechs Spielern ab zehn Jahren dauert etwa 30–45 Minuten und ist im Jahr 1998 im Goldsieber-Verlag erschienen. Die englischsprachige Version von Rio Grande Games erhielt 1999 den US-amerikanischen Preis Game of the Year vom Games Magazine.

## Thema und Ausstattung
Der Inhalt der Spieleschachtel besteht neben der Spielanleitung aus einem Spielplan, 81 Fundkärtchen, 2 Schmucksteinen, 6 Zählsteinen, 6 Wertmarken, 6 Farbmarkern.
Die Spieler versuchen sich als Sammler auf dem Gebiet der Paläontologie. Es gilt, möglichst viele Teilstücke der neun Paläo-Grafiken auszulegen. Man spielt gegen die Zeit und sucht die Konkurrenten auszustechen.

## Spielmechanik
Die beiden Halbedelsteine werden auf zwei beliebige Felder platziert. Die Mitspieler bekommen jeder 30 Punkte Startguthaben, mit dem sie investieren und ihre Bewegungen zahlen können. 
Wer an der Reihe ist, darf einen der Steine entlang der Reihe versetzen. Dabei muss man aber für jedes Feld einen Guthabenspunkt abgeben. Das Fossil-Teilstück, auf das der Marker gelegt wird, darf der Spieler einsacken und offen auslegen. 
Ist ein Fossil-Bild komplett gesammelt, also kein Teil davon mehr auf dem Spielplan, gibt es eine Wertung. Dabei erntet natürlich umso mehr Punkte, wer mehr Stücke von diesem Fossil vorweisen kann. Wer partout gar keine Karte des gewerteten Typs besitzt, muss deswegen Strafpunkte zahlen. 
Das Spiel endet, sobald man mit keinem der beiden Schmucksteine mehr ziehen kann. Die restlichen Fossilien werden noch gewertet. Wer die meisten Punkte erzielt hat, gewinnt die Partie.

## Kritik
Fossil ist grafisch sehr ansehnlich gestaltet, schnell erklärt und unkompliziert zu spielen. Der Spielreiz liegt im Konkurrieren und Taktieren. Moniert wird von Kritikern allerdings, es hapere etwas beim Langzeitanreiz.
In der Spielbox kritisierte der Rezensent, dass die Zugbewegungskosten grüblerische Mitspieler verleiten, dem Spiel unangemessene Langatmigkeit zu verpassen, die eigentlich nicht vorgesehen sei. Im Grunde sei Fossil ein ruhiges, originelles Legespiel, das aber je nach Mitspielern zwischen 20 und 60 Minuten ausgedehnt sein könne.
Bei Fairspielt.de findet sich die zutreffende Anmerkung, dass Fossil durchaus auch zu zwei Spielern funktioniert. Laut BoardgameGeek-Community spielt es sich am allerbesten zu dritt.